# Premiul Saturn pentru cele mai bune costume
Premiul Saturn pentru cele mai bune costume (în engleză: Saturn Award for Best Costume Design) este un premiu acordat din 1976 de Academy of Science Fiction, Fantasy and Horror Films.

## Câștigători și nominalizări

### Anii 1990
| An         | Designer de costume                  | Film                                       |
| ---------- | ------------------------------------ | ------------------------------------------ |
| 1976 (4th) | Bill Thomas                          | Fuga lui Logan                             |
| 1977 (5th) | John Mollo                           | Războiul stelelor                          |
| 1977 (5th) | Julie Harris                         | Condurul și trandafirul                    |
| 1977 (5th) | Richard La Motte                     | Insula doctorului Moreau                   |
| 1977 (5th) | Chuck Keehne and Emily Sundby        | Un dragon pe nume Elliott                  |
| 1977 (5th) | Cynthia Tingey                       | Sinbad and the Eye of the Tiger            |
| 1978 (6th) | Theoni V. Aldredge                   | Ochii Laurei Mars                          |
| 1978 (6th) | Yvonne Blake și Richard Bruno        | Superman                                   |
| 1978 (6th) | Patricia Norris                      | Misiunea Capricorn Unu                     |
| 1978 (6th) | Theadora Van Runkle și Richard Bruno | Cerul poate să aștepte                     |
| 1978 (6th) | Tony Walton                          | The Wiz                                    |
| 1979 (7th) | Jean-Pierre Dorleac                  | Buck Rogers în secolul 25                  |
| 1979 (7th) | Sal Anthony și Yvonne Kubis          | Mașina timpului                            |
| 1979 (7th) | Jean-Pierre Dorleac                  | Battlestar Galactica: Saga of a Star World |
| 1979 (7th) | Robert Fletcher                      | Star Trek: Filmul                          |
| 1979 (7th) | Gisela Storch                        | Nosferatu, fantoma nopții                  |

### Anii 1980
| An             | Designer de costume                                                     | Film                                                     |
| -------------- | ----------------------------------------------------------------------- | -------------------------------------------------------- |
| 1980 (8th)     | Jean-Pierre Dorleac                                                     | Undeva, cândva                                           |
| 1980 (8th)     | Danilo Donati                                                           | Flash Gordon                                             |
| 1980 (8th)     | Doris Lynn                                                              | Fade to Black                                            |
| 1980 (8th)     | John Mollo                                                              | Imperiul contraatacă                                     |
| 1980 (8th)     | Durinda Wood                                                            | Bătălie peste stele                                      |
| 1981 (9th)     | Bob Ringwood                                                            | Excalibur                                                |
| 1981 (9th)     | Stephen Loomis                                                          | Evadare din New York                                     |
| 1981 (9th)     | Anthony Mendleson                                                       | Vânătorul de dragoni                                     |
| 1981 (9th)     | Deborah Nadoolman                                                       | Indiana Jones și căutătorii arcei pierdute               |
| 1981 (9th)     | Emma Porteous                                                           | Ciocnirea titanilor                                      |
| 1982 (10th)    | Elois Jenssen și Rosanna Norton                                         | Tron                                                     |
| 1982 (10th)    | John Bloomfield                                                         | Conan Barbarul                                           |
| 1982 (10th)    | Christine Boyar                                                         | The Sword and the Sorcerer                               |
| 1982 (10th)    | Robert Fletcher                                                         | Star Trek II: Furia lui Khan                             |
| 1982 (10th)    | Norma Moriceau                                                          | Mad Max 2                                                |
| 1983 (11th)    | Aggie Guerard Rodgers și Nilo Rodis-Jamero                              | Întoarcerea lui Jedi                                     |
| 1983 (11th)    | Milena Canonero                                                         | Foamea                                                   |
| 1983 (11th)    | Anthony Mendleson                                                       | Krull                                                    |
| 1983 (11th)    | Ruth Myers                                                              | Something Wicked This Way Comes                          |
| 1983 (11th)    | Tom Rand                                                                | Pirații din Penzance                                     |
| 1984 (12th)    | Bob Ringwood                                                            | Dune                                                     |
| 1984 (12th)    | Robert Fletcher                                                         | Star Trek III: În căutarea lui Spock                     |
| 1984 (12th)    | John Mollo                                                              | Greystoke: Legenda lui Tarzan                            |
| 1984 (12th)    | Patricia Norris                                                         | 2010: Contactul                                          |
| 1984 (12th)    | Anthony Powell                                                          | Indiana Jones și templul morții                          |
| 1985 (13th)    | Nanà Cecchi                                                             | Domnița șoim                                             |
| 1985 (13th)    | Raymond Hughes                                                          | Return to Oz                                             |
| 1985 (13th)    | Norma Moriceau                                                          | Mad Max Beyond Thunderdome                               |
| 1985 (13th)    | Shirley Russell                                                         | The Bride                                                |
| 1985 (13th)    | Deborah Lynn Scott                                                      | Înapoi în viitor                                         |
| 1986 (14th)    | Robert Fletcher                                                         | Star Trek IV: Călătoria acasă                            |
| 1986 (14th)    | Marit Allen                                                             | Prăvălia groazei                                         |
| 1986 (14th)    | Brian Froud și Ellis Flyte                                              | Labirintul                                               |
| 1986 (14th)    | Emma Porteous                                                           | Aliens - Misiune de pedeapsă                             |
| 1986 (14th)    | Theadora Van Runkle                                                     | Peggy Sue se mărită                                      |
| 1987 (15th)    | Phyllis Dalton                                                          | File de poveste                                          |
| 1987 (15th)    | Susan Becker                                                            | Frați de sânge                                           |
| 1987 (15th)    | Robert Blackman                                                         | Justiția viitorului                                      |
| 1987 (15th)    | Michael W. Hoffman și Aggie Lyon                                        | The Monster Squad                                        |
| 1987 (15th)    | Erica Edell Phillips                                                    | RoboCop                                                  |
| 1987 (15th)    | Julie Weiss                                                             | Înfruntarea secolului                                    |
| 1988 (16th)    | Barbara Lane                                                            | Willow                                                   |
| 1988 (16th)    | Stephen M. Chudej                                                       | Nightfall                                                |
| 1988 (16th)    | Denise Cronenberg                                                       | Inseparabilii                                            |
| 1988 (16th)    | Michael Jeffery                                                         | The Lair of the White Worm                               |
| 1988 (16th)    | Darcie F. Olson                                                         | Clovnii ucigași                                          |
| 1988 (16th)    | Leonard Pollack                                                         | Waxwork                                                  |
| 1989/90 (17th) | Erica Edell Phillips                                                    | Total Recall                                             |
| 1989/90 (17th) | Milena Canonero                                                         | Dick Tracy                                               |
| 1989/90 (17th) | Joanna Johnston                                                         | Înapoi în viitor II                                      |
| 1989/90 (17th) | Joanna Johnston                                                         | Înapoi în viitor III                                     |
| 1989/90 (17th) | Jill M. Ohanneson                                                       | Tropăind prin istorie (Bill & Ted's Excellent Adventure) |
| 1989/90 (17th) | Gabriella Pescucci                                                      | Aventurile Baronului Munchausen                          |
| 1989/90 (17th) | Anthony Powell și Joanna Johnston                                       | Indiana Jones și ultima cruciadă                         |
| 1989/90 (17th) | Bob Ringwood                                                            | Batman                                                   |
| 1989/90 (17th) | Alonzo Wilson, Lesja Liber, Xenia Beith, Fiona Cazaly și Marian Keating | Țestoasele Ninja                                         |

### Anii 1990
| An          | Designer de costume                       | Film                                        |
| ----------- | ----------------------------------------- | ------------------------------------------- |
| 1991 (18th) | Marilyn Vance                             | The Rocketeer                               |
| 1991 (18th) | Colleen Atwood                            | Edward Scissorhands                         |
| 1991 (18th) | Colleen Atwood                            | The Silence of the Lambs                    |
| 1991 (18th) | John Bloomfield                           | Robin Hood: Prince of Thieves               |
| 1991 (18th) | Beatrix Aruna Pasztor                     | The Fisher King                             |
| 1991 (18th) | Franca Zucchelli                          | Frankenstein Unbound                        |
| 1992 (19th) | Eiko Ishioka                              | Bram Stoker's Dracula                       |
| 1992 (19th) | Lisa Jensen                               | Freejack                                    |
| 1992 (19th) | Robyn Reichek                             | Mom and Dad Save the World                  |
| 1992 (19th) | Bob Ringwood și David Perry               | Alien 3                                     |
| 1992 (19th) | Bob Ringwood, Mary E. Vogt și Vin Burnham | Batman Returns                              |
| 1992 (19th) | Dodie Shepard                             | Star Trek VI: The Undiscovered Country      |
| 1992 (19th) | Albert Wolsky                             | Toys                                        |
| 1993 (20th) | Mary E. Vogt                              | Hocus Pocus                                 |
| 1993 (20th) | Theoni V. Aldredge                        | Addams Family Values                        |
| 1993 (20th) | Jennifer Butler                           | Groundhog Day                               |
| 1993 (20th) | Gloria Gresham                            | Last Action Hero                            |
| 1993 (20th) | Sue Moore și Eric H. Sandberg             | Jurassic Park                               |
| 1993 (20th) | Joseph A. Porro                           | Super Mario Bros.                           |
| 1993 (20th) | Bob Ringwood                              | Demolition Man                              |
| 1994 (21st) | Sandy Powell                              | Interview with the Vampire                  |
| 1994 (21st) | Ha Nguyen                                 | The Mask                                    |
| 1994 (21st) | Rosanna Norton                            | The Flintstones                             |
| 1994 (21st) | Arianne Phillips                          | The Crow                                    |
| 1994 (21st) | Joseph A. Porro                           | Stargate                                    |
| 1994 (21st) | Bob Ringwood                              | The Shadow                                  |
| 1995 (22nd) | Julie Weiss                               | 12 Monkeys                                  |
| 1995 (22nd) | John Bloomfield                           | Waterworld                                  |
| 1995 (22nd) | Jean Paul Gaultier                        | The City of Lost Children                   |
| 1995 (22nd) | Charles Knode                             | Braveheart                                  |
| 1995 (22nd) | Bob Ringwood și Ingrid Ferrin             | Batman Forever                              |
| 1995 (22nd) | Gianni Versace și Emma Porteous           | Judge Dredd                                 |
| 1996 (23rd) | Deborah Everton                           | Star Trek: First Contact                    |
| 1996 (23rd) | Colleen Atwood                            | Mars Attacks!                               |
| 1996 (23rd) | Kym Barrett                               | Romeo + Juliet                              |
| 1996 (23rd) | Robin Michel Bush                         | Escape from L.A.                            |
| 1996 (23rd) | Thomas Casterline și Anna B. Sheppard     | Dragonheart                                 |
| 1996 (23rd) | Joseph A. Porro                           | Independence Day                            |
| 1997 (24th) | Ellen Mirojnick                           | Starship Troopers                           |
| 1997 (24th) | Deena Appel                               | Austin Powers: International Man of Mystery |
| 1997 (24th) | Colleen Atwood                            | Gattaca                                     |
| 1997 (24th) | Ingrid Ferrin și Robert Turturice         | Batman & Robin                              |
| 1997 (24th) | Jean Paul Gaultier                        | The Fifth Element                           |
| 1997 (24th) | Bob Ringwood                              | Alien: Resurrection                         |
| 1998 (25th) | Jenny Beavan                              | Ever After: A Cinderella Story              |
| 1998 (25th) | Vin Burnham, Robert Bell și Gilly Hebden  | Lost in Space                               |
| 1998 (25th) | Michael Kaplan și Magali Guidasci         | Armageddon                                  |
| 1998 (25th) | Liz Keogh                                 | Dark City                                   |
| 1998 (25th) | Judianna Makovsky                         | Pleasantville                               |
| 1998 (25th) | Graciela Mazón                            | The Mask of Zorro                           |
| 1999 (26th) | Trisha Biggar                             | Star Wars: Episode I – The Phantom Menace   |
| 1999 (26th) | Colleen Atwood                            | Sleepy Hollow                               |
| 1999 (26th) | Kym Barrett                               | The Matrix                                  |
| 1999 (26th) | John Bloomfield                           | The Mummy                                   |
| 1999 (26th) | Marilyn Vance                             | Mystery Men                                 |
| 1999 (26th) | Albert Wolsky                             | Galaxy Quest                                |

### Anii 2000
| An          | Designer de costume                  | Film                                                           |
| ----------- | ------------------------------------ | -------------------------------------------------------------- |
| 2000 (27th) | Louise Mingenbach                    | X-Men                                                          |
| 2000 (27th) | Caroline de Vivaise                  | Shadow of the Vampire                                          |
| 2000 (27th) | Eiko Ishioka și April Napier         | The Cell                                                       |
| 2000 (27th) | Rita Ryack și David Page             | How the Grinch Stole Christmas                                 |
| 2000 (27th) | Janty Yates                          | Gladiator                                                      |
| 2000 (27th) | Timmy Yip                            | Crouching Tiger, Hidden Dragon                                 |
| 2001 (28th) | Judianna Makovsky                    | Harry Potter and the Philosopher's Stone                       |
| 2001 (28th) | Colleen Atwood                       | Planet of the Apes                                             |
| 2001 (28th) | Kym Barrett                          | From Hell                                                      |
| 2001 (28th) | Dominique Borg                       | Brotherhood of the Wolf                                        |
| 2001 (28th) | Ngila Dickson și Richard Taylor      | The Lord of the Rings: The Fellowship of the Ring              |
| 2001 (28th) | Catherine Martin și Angus Strathie   | Moulin Rouge!                                                  |
| 2002 (29th) | Ngila Dickson și Richard Taylor      | The Lord of the Rings: The Two Towers                          |
| 2002 (29th) | Trisha Biggar                        | Star Wars: Episode II – Attack of the Clones                   |
| 2002 (29th) | Deena Appel                          | Austin Powers in Goldmember                                    |
| 2002 (29th) | Lindy Hemming                        | Harry Potter and the Chamber of Secrets                        |
| 2002 (29th) | Bob Ringwood                         | Star Trek: Nemesis                                             |
| 2002 (29th) | Deborah Lynn Scott                   | Minority Report                                                |
| 2003 (30th) | Penny Rose                           | Pirates of the Caribbean: The Curse of the Black Pearl         |
| 2003 (30th) | Kym Barrett                          | The Matrix Revolutions                                         |
| 2003 (30th) | Ngila Dickson și Richard Taylor      | The Lord of the Rings: The Return of the King                  |
| 2003 (30th) | Louise Mingenbach                    | X2                                                             |
| 2003 (30th) | Janet Patterson                      | Peter Pan                                                      |
| 2003 (30th) | Jacqueline West                      | The League of Extraordinary Gentlemen                          |
| 2004 (31st) | Kevin Conran                         | Sky Captain and the World of Tomorrow                          |
| 2004 (31st) | Alexandra Byrne                      | The Phantom of the Opera                                       |
| 2004 (31st) | Wendy Partridge                      | Hellboy                                                        |
| 2004 (31st) | Gabriella Pescucci și Carlo Poggioli | Van Helsing                                                    |
| 2004 (31st) | Jany Temime                          | Harry Potter and the Prisoner of Azkaban                       |
| 2004 (31st) | Emi Wada                             | House of Flying Daggers                                        |
| 2005 (32nd) | Isis Mussenden                       | The Chronicles of Narnia: The Lion, the Witch and the Wardrobe |
| 2005 (32nd) | Trisha Biggar                        | Star Wars: Episode III – Revenge of the Sith                   |
| 2005 (32nd) | Lindy Hemming                        | Batman Begins                                                  |
| 2005 (32nd) | Gabriella Pescucci                   | Charlie and the Chocolate Factory                              |
| 2005 (32nd) | Terry Ryan                           | King Kong                                                      |
| 2005 (32nd) | Jany Temime                          | Harry Potter and the Goblet of Fire                            |
| 2006 (33rd) | Yee Chung-Man                        | Curse of the Golden Flower                                     |
| 2006 (33rd) | Joan Bergin                          | The Prestige                                                   |
| 2006 (33rd) | Nic Ede                              | Flyboys                                                        |
| 2006 (33rd) | Judianna Makovsky                    | X-Men: The Last Stand                                          |
| 2006 (33rd) | Penny Rose                           | Pirates of the Caribbean: Dead Man's Chest                     |
| 2006 (33rd) | Sammy Sheldon                        | V for Vendetta                                                 |
| 2007 (34th) | Colleen Atwood                       | Sweeney Todd: The Demon Barber of Fleet Street                 |
| 2007 (34th) | Ruth Myers                           | The Golden Compass                                             |
| 2007 (34th) | Penny Rose                           | Pirates of the Caribbean: At World's End                       |
| 2007 (34th) | Sammy Sheldon                        | Stardust                                                       |
| 2007 (34th) | Jany Temime                          | Harry Potter and the Order of the Phoenix                      |
| 2007 (34th) | Michael Wilkinson                    | 300                                                            |
| 2008 (35th) | Mary Zophres                         | Indiana Jones and the Kingdom of the Crystal Skull             |
| 2008 (35th) | Lindy Hemming                        | The Dark Knight                                                |
| 2008 (35th) | Deborah Hopper                       | Changeling                                                     |
| 2008 (35th) | Joanna Johnston                      | Valkyrie                                                       |
| 2008 (35th) | Catherine Martin                     | Australia                                                      |
| 2008 (35th) | Isis Mussenden                       | The Chronicles of Narnia: Prince Caspian                       |
| 2009 (36th) | Michael Wilkinson                    | Watchmen                                                       |
| 2009 (36th) | Colleen Atwood                       | Nine                                                           |
| 2009 (36th) | Jenny Beavan                         | Sherlock Holmes                                                |
| 2009 (36th) | Anna B. Sheppard                     | Inglourious Basterds                                           |
| 2009 (36th) | Jany Temime                          | Harry Potter and the Half-Blood Prince                         |
| 2009 (36th) | Timmy Yip                            | Red Cliff                                                      |

### Anii 2010
| An          | Designer de costume                     | Film                                                     |
| ----------- | --------------------------------------- | -------------------------------------------------------- |
| 2010 (37th) | Colleen Atwood                          | Alice in Wonderland                                      |
| 2010 (37th) | Milena Canonero                         | The Wolfman                                              |
| 2010 (37th) | Isis Mussenden                          | The Chronicles of Narnia: The Voyage of the Dawn Treader |
| 2010 (37th) | Jany Temime                             | Harry Potter and the Deathly Hallows – Part 1            |
| 2010 (37th) | Michael Wilkinson                       | Tron: Legacy                                             |
| 2010 (37th) | Janty Yates                             | Robin Hood                                               |
| 2011 (38th) | Alexandra Byrne                         | Thor                                                     |
| 2011 (38th) | Jenny Beavan                            | Sherlock Holmes: A Game of Shadows                       |
| 2011 (38th) | Lisy Christl                            | Anonymous                                                |
| 2011 (38th) | Sandy Powell                            | Hugo                                                     |
| 2011 (38th) | Anna B. Sheppard                        | Captain America: The First Avenger                       |
| 2011 (38th) | Jany Temime                             | Harry Potter and the Deathly Hallows – Part 2            |
| 2012 (39th) | Paco Delgado                            | Les Misérables                                           |
| 2012 (39th) | Colleen Atwood                          | Snow White and the Huntsman                              |
| 2012 (39th) | Kym Barrett și Pierre-Yves Gayraud      | Cloud Atlas                                              |
| 2012 (39th) | Bob Buck, Ann Maskrey și Richard Taylor | The Hobbit: An Unexpected Journey                        |
| 2012 (39th) | Sharen Davis                            | Django Unchained                                         |
| 2012 (39th) | Jacqueline Durran                       | Anna Karenina                                            |
| 2013 (40th) | Trish Summerville                       | The Hunger Games: Catching Fire                          |
| 2013 (40th) | Gary Jones                              | Oz the Great and Powerful                                |
| 2013 (40th) | Michael Kaplan                          | Star Trek Into Darkness                                  |
| 2013 (40th) | Wendy Partridge                         | Thor: The Dark World                                     |
| 2013 (40th) | Beatrix Aruna Pasztor                   | Great Expectations                                       |
| 2013 (40th) | Penny Rose                              | 47 Ronin                                                 |
| 2014 (41st) | Ngila Dickson                           | Dracula Untold                                           |
| 2014 (41st) | Colleen Atwood                          | Into the Woods                                           |
| 2014 (41st) | Alexandra Byrne                         | Guardians of the Galaxy                                  |
| 2014 (41st) | Louise Mingenbach                       | X-Men: Days of Future Past                               |
| 2014 (41st) | Anna B. Sheppard                        | Maleficent                                               |
| 2014 (41st) | Janty Yates                             | Exodus: Gods and Kings                                   |
| 2015 (42nd) | Alexandra Byrne                         | Avengers: Age of Ultron                                  |
| 2015 (42nd) | Kate Hawley                             | Crimson Peak                                             |
| 2015 (42nd) | Michael Kaplan                          | Star Wars: The Force Awakens                             |
| 2015 (42nd) | Arianne Phillips                        | Kingsman: The Secret Service                             |
| 2015 (42nd) | Sandy Powell                            | Cinderella                                               |
| 2015 (42nd) | Rama Rajamouli and Prashanti Tipirneni  | Baahubali: The Beginning                                 |
| 2016 (43rd) | Colleen Atwood                          | Fantastic Beasts and Where to Find Them                  |
| 2016 (43rd) | Colleen Atwood                          | Alice Through the Looking Glass                          |
| 2016 (43rd) | Alexandra Byrne                         | Doctor Strange                                           |
| 2016 (43rd) | David Crossman and Glyn Dillon          | Rogue One: A Star Wars Story                             |
| 2016 (43rd) | Sang-gyeong Jo                          | The Handmaiden                                           |
| 2016 (43rd) | Joanna Johnston                         | The BFG                                                  |
| 2017 (44th) | Jacqueline Durran                       | Beauty and the Beast                                     |
| 2017 (44th) | Olivier Bériot                          | Valerian and the City of a Thousand Planets              |
| 2017 (44th) | Ruth E. Carter                          | Black Panther                                            |
| 2017 (44th) | Lindy Hemming                           | Wonder Woman                                             |
| 2017 (44th) | Michael Kaplan                          | Star Wars: The Last Jedi                                 |
| 2017 (44th) | Ellen Mirojnick                         | The Greatest Showman                                     |
| 2018 (45th) | Michael Wilkinson                       | Aladdin                                                  |
| 2018 (45th) | Kym Barrett                             | Aquaman                                                  |
| 2018 (45th) | Leah Butler                             | Shazam!                                                  |
| 2018 (45th) | Judianna Makovsky                       | Avengers: Endgame                                        |
| 2018 (45th) | Chen Minzheng                           | Shadow                                                   |
| 2018 (45th) | Sandy Powell                            | Mary Poppins Returns                                     |

### Anii 2020
| An             | Designer de costume | Film                             |
| -------------- | ------------------- | -------------------------------- |
| 2019/20 (46th) | Bina Daigeler       | Mulan                            |
| 2019/20 (46th) | Erin Benach         | Birds of Prey                    |
| 2019/20 (46th) | Michael Kaplan      | Star Wars: The Rise of Skywalker |
| 2019/20 (46th) | Arianne Phillips    | Once Upon a Time in Hollywood    |
| 2019/20 (46th) | Mayes C. Rubeo      | Jojo Rabbit                      |
| 2019/20 (46th) | Albert Wolsky       | Ad Astra                         |

## Multiple nominalizări
13 nominalizări
- Colleen Atwood

10 nominalizări
- Bob Ringwood

6 nominalizări
- Kym Barrett
- Jany Temime

5 nominalizări
- Alexandra Byrne
- Joanna Johnston
- Michael Kaplan

4 nominalizări
- John Bloomfield
- Ngila Dickson
- Robert Fletcher
- Lindy Hemming
- Judianna Makovsky
- Sandy Powell
- Penny Rose
- Anna B. Sheppard
- Richard Taylor
- Michael Wilkinson

3 nominalizări
- Jenny Beavan
- Trisha Biggar
- Milena Canonero
- Jean-Pierre Dorleac
- Louise Mingenbach
- John Mollo
- Isis Mussenden
- Gabriella Pescucci
- Arianne Phillips
- Joseph A. Porro
- Emma Porteous
- Albert Wolsky
- Janty Yates

2 nominalizări
- Theoni V. Aldredge
- Deena Appel
- Richard Bruno
- Vin Burnham
- Jacqueline Durran
- Ingrid Ferrin
- Jean Paul Gaultier
- Eiko Ishioka
- Catherine Martin
- Anthony Mendleson
- Ellen Mirojnick
- Norma Moriceau
- Ruth Myers
- Patricia Norris
- Rosanna Norton
- Wendy Partridge
- Beatrix Aruna Pasztor
- Erica Edell Phillips
- Anthony Powell
- Deborah Lynn Scott
- Sammy Sheldon
- Theadora Van Runkle
- Marilyn Vance
- Mary E. Vogt
- Julie Weiss
- Timmy Yip

## Câștigători de mai multe ori
3 premii
- Colleen Atwood

2 premii
- Trisha Biggar
- Alexandra Byrne
- Ngila Dickson
- Jean-Pierre Dorleac
- Bob Ringwood